# Rabastens-de-Bigorre
Rabastens-de-Bigorre település Franciaországban, Hautes-Pyrénées megyében. Lakosainak száma 1464 fő (2022. január 1.). Rabastens-de-Bigorre Haget, Montégut-Arros, Villecomtal-sur-Arros, Bazillac, Escondeaux, Lacassagne, Mingot, Sarriac-Bigorre és Ségalas községekkel határos.

## Népesség
A település népességének változása:
| Lakosok száma | 1478 | 1467 | 1485 | 1453 | 1444 | 1447 | 1443 | 1445 | 1464 |
|               | 2013 | 2015 | 2016 | 2017 | 2018 | 2019 | 2020 | 2021 | 2022 |